# Isochinolina 1-ossidoreduttasi
La isochinolina 1-ossidoreduttasi è un enzima appartenente alla classe delle ossidoreduttasi, che catalizza la seguente reazione:
isochinolina + accettore + H2O ⇄ 1-isochinolinone(2H)+ accettore ridotto
L'enzima che deriva da Pseudomonas diminuta è specifico per i substrati azotati N-eterociclici, inclusi isochinolina, 5-isochinolinol, ftalazina e chinazolina. Gli accettori di elettroni includono l'1,2-benzochinone, il citocromo c, ferrocianuro, iodonitrotetrazolo cloruro, nitroblu tetrazolo, Meldola blu e fenazina metosolfato.